# The Man Who Stayed at Home (film fra 1919)
The Man Who Stayed at Home er en amerikansk stumfilm fra 1919 af Herbert Blache.

## Medvirkende
- King Baggot som Christopher Brent
- Claire Whitney som Molly Preston
- Robert Whittier som Fritz
- A.J. Herbert som Norman Preston
- Lila Leslie som Miriam Lee